# Exequiel Zeballos
Oscar Exequiel Zeballos (La Banda, Santiago del Estero; 24 de abril de 2002) es un futbolista argentino que se desempeña como extremo y su equipo actual es el Club Atlético Boca Juniors de la Primera División de Argentina.

## Trayectoria
Dio sus primeros pasos en el Club Atlético Sarmiento de La Banda, en su Santiago del Estero natal. A la edad de 11 años, Diego Mazzilli, captador y formador del Club Atlético Boca Juniors lo observó en el Torneo Sueño Celeste, realizado en Rafaela, Provincia de Santa Fe y se interesó en el siguiendo sus pasos y citándolo a un Selectivo en Casa Amarilla.
Vivió en su ciudad natal hasta 2015. Finalmente, en el año 2016 pasó a formar parte de la pensión del club porteño y a estar oficialmente en sus divisiones inferiores. 

### Boca Juniors
En 2018, Zeballos firmó su primer contrato como profesional en el club. A comienzos de 2020 fue citado a la pretemporada a realizarse con el primer equipo. Fue confirmado en la nómina para concentrar con el primer equipo por primera vez, el día 21 de octubre de 2020, para disputar el último partido correspondiente al grupo H de la Copa Libertadores, recibiendo a Caracas Futbol Club al día siguiente. El 29 de noviembre de ese mismo año, Zeballos, realizó su debut profesional ante Newell's Old Boys.
Convirtió su primer gol en Boca Juniors en la última fecha del torneo frente a Central Córdoba (S.E), ejecutando desde el punto de penal, picando el balón frente al arquero. Además, convirtió un gol al F.C. Barcelona en un encuentro amistoso realizado en Arabia Saudita en homenaje a Diego Maradona. En diciembre de 2021, ganó su primer título con Boca, este sería el Torneo de Reservajugando en las divisiones inferiores del club.
Durante el torneo amistoso de verano del año 2022, le marcaría un gol tanto a Colo-Colo, como a Universidad de Chile, reafirmando así, su prometedor futuro. A principios de marzo, también volvió a convertir, esta vez por los 32avos de la Copa Argentina, frente a Central Córdoba. El 15 de junio de ese mismo año, Zeballos, marcaría su primer doblete con Boca, frente a Club Atlético Tigre por el Campeonato de Primera División. Cuatro días después marcaría otro tanto frente a Club Atlético Barracas Central. A fines de ese mes, también, fue titular en los octavos de final de la Copa Libertadores frente a Corinthians, y se destacó en sus actuaciones tanto en la ida como en la vuelta, recibiendo elogios de futbolistas como el Kun Agüero.
El 10 de agosto de 2022, Boca enfrentó a Agropecuario por los dieciseisavos de la Copa Argentina. En los primeros minutos del encuentro, el Changuito sufrió una falta de Milton Leyendeker que le provocó una sindesmosis tibioperonea distal con lesión del ligamento deltoideo y avulsión del maléolo posterior del tobillo derecho. En febrero, sufrió una rotura del menisco externo de la rodilla izquierda. En octubre de ese mismo año, a pesar de no jugar la mitad de la competición, Zeballos, ganó su quinto título con la camiseta de Boca, este fue el Campeonato de Primera División, torneo en el cual anotó tres goles.
El 11 de febrero de 2023, frente a Talleres de Córdoba sufrió un fuerte golpe en su rodilla izquierda que derivaría finalmente en una rotura meniscal externa. Volvió a jugar dos meses después frente a Estudiantes de La Plata en el marco del Campeonato de Primera División. Tras su vuelta marcó en dos ocasiones, en julio frente a Independiente y en agosto frente a Platense, siendo figura del partido. El 10 de octubre, frente a Belgrano de Córdoba, el atacante volvió a sufrir una lesión, esta vez rompiéndose los ligamento cruzados y menisco derecho externo de la rodilla. Zeballos ingresó a los 55 minutos del complemento, a los 57' asistió a Miguel Merentiel y 7 minutos más tarde sufrió la lesión.
A principios de 2024 fue padre, por lo que esto en conjunto con su lesión le demandaron estar ausente la mitad de la temporada 2024 de Boca, esto duró hasta finales de mayo cuando volvió a intensificar sus entrenamientos junto al plantel comandado por Diego Martínez. El 6 de noviembre de ese mismo año volvió a convertir después de su regreso, fue en la victoria de Boca por 4-1 frente a Godoy Cruz por el Campeonato de Primera División.
El 22 de enero de 2025, marcó el primer gol y también la primera asistencia de Boca en la temporada, fue un remate en juego desde el punto penal, y un pase dentro del área a Miguel Merentiel al Club Deportivo Argentino por los 32avos de la Copa Argentina. El 11 de febrero volvió a convertir, esta vez frente a Independiente Rivadavia en el marco de la 5ta fecha del campeonato de Primera División.

## Selección nacional

### Juveniles
Forma parte de las selecciones juveniles de Argentina desde sus divisiones más tempranas. 
En el año 2017 fue convocado por la Selección de fútbol sub-15 de Argentina dirigida en aquel entonces por Diego Placente, a disputar el Sudamericano Sub-15 disputado en Argentina donde se consagraría campeón derrotando en la final a Brasil por 3-2, y convirtiendo un total de 5 goles en el torneo. Fue considerado como una de las figuras de dicho torneo.
Formó parte también de la Selección de fútbol sub-17 de Argentina, con la que también se consagraría campeón del Sudamericano Sub-17 disputado en 2019 en Perú. Marcaría un gol en dicho torneo.
Ese mismo año disputó el Mundial sub-17 de 2019, participando en 3 encuentros y marcando 1 gol.

#### Participaciones internacionales con juveniles
| Torneo                   | Sede      | Resultado        | Partidos | Goles |
| ------------------------ | --------- | ---------------- | -------- | ----- |
| Sudamericano Sub-15 2017 | Argentina | Campeón          | 8        | 5     |
| Sudamericano Sub-17 2019 | Perú      | Campeón          | 8        | 1     |
| Copa Mundial Sub-17 2019 | Brasil    | Octavos de final | 3        | 1     |

### Absoluta
En noviembre de 2021, con unos pocos partidos disputados en primera división, fue convocado por a la Selección Argentina absoluta para disputar la doble fecha correspondiente a las eliminatorias rumbo a Catar 2022, frente a Uruguay y Brasil respectivamente.

## Estadísticas

### Clubes
- Actualizado al último partido jugado el 17 de agosto de 2025.

| Club | Div.                | Temporada           | Liga  | Liga  | Liga   | Copas Nacionales(1) | Copas Nacionales(1) | Copas Nacionales(1) | Torneos Internacionales(2) | Torneos Internacionales(2) | Torneos Internacionales(2) | Total | Total | Total  | Media goleadora(3) |
| Club | Div.                | Temporada           | Part. | Goles | Asist. | Part.               | Goles               | Asist.              | Part.                      | Goles                      | Asist.                     | Part. | Goles | Asist. | Media goleadora(3) |
| --- | ------------------- | ------------------- | ----- | ----- | ------ | ------------------- | ------------------- | ------------------- | -------------------------- | -------------------------- | -------------------------- | ----- | ----- | ------ | ------------------ |
| Boca Juniors Argentina | 1.ª                 |                     |       |       |        |                     |                     |                     |                            |                            |                            |       |       |        |                    |
| Boca Juniors Argentina | 1.ª                 | 2020                | —     | —     | —      | 4                   | 0                   | 0                   | —                          | —                          | —                          | 4     | 0     | 0      | 0                  |
| Boca Juniors Argentina | 1.ª                 | 2021                | 8     | 1     | 1      | 4                   | 0                   | 0                   | 1                          | 0                          | 0                          | 13    | 1     | 1      | 0.08               |
| Boca Juniors Argentina | 1.ª                 | 2022                | 10    | 3     | 1      | 11                  | 1                   | 0                   | 8                          | 0                          | 1                          | 29    | 4     | 2      | 0.14               |
| Boca Juniors Argentina | 1.ª                 | 2023                | 6     | 1     | 1      | 10                  | 1                   | 3                   | 5                          | 0                          | 0                          | 21    | 2     | 4      | 0.1                |
| Boca Juniors Argentina | 1.ª                 | 2024                | 20    | 1     | 2      | 3                   | 1                   | 0                   | 2                          | 0                          | 0                          | 25    | 2     | 2      | 0.08               |
| Boca Juniors Argentina | 1.ª                 | 2025                | 19    | 2     | 1      | 1                   | 1                   | 1                   | 4                          | 0                          | 0                          | 24    | 3     | 2      | 0.13               |
| Boca Juniors Argentina | Total club          | Total club          | 63    | 8     | 6      | 33                  | 4                   | 4                   | 20                         | 0                          | 1                          | 116   | 12    | 11     | 0.1                |
| Total en su carrera | Total en su carrera | Total en su carrera | 63    | 8     | 6      | 33                  | 4                   | 4                   | 20                         | 0                          | 1                          | 116   | 12    | 11     | 0.1                |
| (1) Incluye datos de la Copa de la Liga y Copa Argentina. (2) Incluye datos de la Copa Libertadores. (3) No incluye goles en partidos amistosos. |                     |                     |       |       |        |                     |                     |                     |                            |                            |                            |       |       |        |                    |

## Palmarés

### Campeonatos nacionales
| Título              | Equipo       | País      | Año     |
| ------------------- | ------------ | --------- | ------- |
| Copa de la Liga     | Boca Juniors | Argentina | 2020    |
| Copa Argentina      | Boca Juniors | Argentina | 2019-20 |
| Copa de la Liga     | Boca Juniors | Argentina | 2022    |
| Primera División    | Boca Juniors | Argentina | 2022    |
| Supercopa Argentina | Boca Juniors | Argentina | 2022    |

### Campeonatos internacionales
| Título              | Equipo           | Sede      | Año  |
| ------------------- | ---------------- | --------- | ---- |
| Sudamericano Sub-15 | Argentina Sub-15 | Argentina | 2017 |
| Sudamericano Sub-17 | Argentina Sub-17 | Perú      | 2019 |